# Cloche de l'église de Jussas
La cloche de l'église Saint-Georges à Jussas, une commune du département de la Charente-Maritime dans la région Nouvelle-Aquitaine en France, est une cloche de bronze datant de 1665. Elle a été classée monument historique au titre d'objet le 30 septembre 1911. 
Inscription : « I.H.S.MARIA CLOCHE POUR ST GEORGE DE JUSSAS MP CEYRAT CURE PARIN ME DELAFAIE ET MARINE MARIE MERPAUD 1665 ».